# Castaño del Robledo

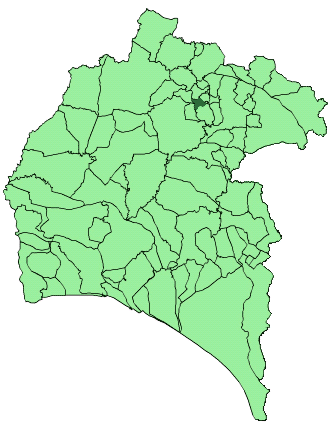
Localização de Castaño del Robledo

Castaño del Robledo é um município da Espanha na província de Huelva, comunidade autónoma da Andaluzia, de área 13 km² com população de 216 habitantes (2007) e densidade populacional de 15,37 hab/km².

## Demografia
| Variação demográfica do município entre 1991 e 2004 | Variação demográfica do município entre 1991 e 2004 | Variação demográfica do município entre 1991 e 2004 | Variação demográfica do município entre 1991 e 2004 |
| --------------------------------------------------- | --------------------------------------------------- | --------------------------------------------------- | --------------------------------------------------- |
| 1991                                                | 1996                                                | 2001                                                | 2004                                                |
| 195                                                 | 201                                                 | 194                                                 | 201                                                 |